# Жох, Олег Сергеевич
Олег Сергеевич Жох (13 октября 1992, село Оженин, Острожский район, Ровенская область) — украинский армрестлер, действующий чемпион мира по армспорту на левую руку в весовой категории до 80 кг, мастер спорта международного класса, заслуженный мастер спорта Украины.

## Биография
В 2009 году Олег Жох поступил в Национальный университет водного хозяйства и природопользования, где и начал заниматься армспортом.
Левая рука имеет врожденную гипертрофию.
Правая рука обычная, Олег ранее пробовал выступать и на правой руке, но в итоге занял только последнее место на чемпионате Украины.
В 2010 году победил на первых международных соревнованиях Nemiroff World Cup 2010.
На турнире A1 Russian Open в 2012 году занял 8 место в абсолютной весовой категории. В конце 2012 года получил звание заслуженный мастер спорта Украины.
14 ноября 2018 году попал в тяжёлое ДТП, в котором погиб чемпион мира по армрестлингу Андрей Пушкарь и 50-летний отец Жоха. Сам Олег Жох получил перелом левой руки, множественные ушибы и гематомы. На сегодняшний день[когда?]

 успешно вышел из комы, проходит период реабилитации.
Три года понадобилось Олегу Жоху, чтобы вернуться в профессиональный спорт. В октябре 2021 года состоялись первые его международные соревнования после травмирования в ДТП. Жох принял участие в Чемпионате Европы по армспорту, который проходил 30 октября 2021 года в литовском Вильнюсе. Спортсмен завоевал первенство в весовой категории до 80 кг.